# Aurora Venturini
Aurora Venturini, née le 20 décembre 1922 à La Plata et morte le 24 novembre 2015 à Buenos Aires, est une romancière, nouvelliste, poétesse, traductrice et essayiste argentine.

## Biographie
Originaire de La Plata, capitale de la province de Buenos Aires, elle obtint son diplôme de Philosophie et lettres et de Sciences de l’éducation à l’Université nationale de La Plata. Elle exerça ensuite comme assesseur à l’Institut de psychologie et de rééducation des mineurs, où elle fit la connaissance d’Eva Perón, avec qui elle travailla beaucoup et de qui elle devint l’amie intime. En 1948, elle reçut des mains de Jorge Luis Borges le prix Iniciación, pour El solitario. Elle collabora aux éditions Ediciones del Bosque de La Plata, aux côtés de María Dhialma Tiberti et d’autres grands auteurs platenses. Elle s’en alla étudier la psychologie à l’université de Paris, et restera, à la suite de la dénommée Révolution libératrice, en exil volontaire dans la capitale française pendant 25 ans. À Paris, elle vécut en compagnie de Violette Leduc et se lia d’amitié avec Jean-Paul Sartre, Simone de Beauvoir, Albert Camus, Eugène Ionesco et Juliette Gréco, et, en Sicile, fréquenta Salvatore Quasimodo. Elle fut l’épouse de l’historien Fermín Chávez. Elle enseigna la philosophie à l’école normale Antonio Mentruyt à Banfield, dans la proche banlieue sud-est de Buenos Aires. Elle traduisit plusieurs écrivains et poètes français, tels que Lautréamont, François Villon et Arthur Rimbaud, en plus d’écrire sur eux des essais critiques, et se vit décerner pour son œuvre de traduction la Croix de fer par le gouvernement français ; le gouvernement italien également lui remit une récompense. En 2007, elle reçut le prix Nueva Novela Página/12 pour son livre Las primas,. En décembre 2010, l’édition espagnole de cette œuvre (sous le titre Caballo de Troya) fut désignée meilleur livre en espagnol paru en Espagne en 2009, et couronnée du prix Otras Voces, Otros Ámbitos.

## Œuvre

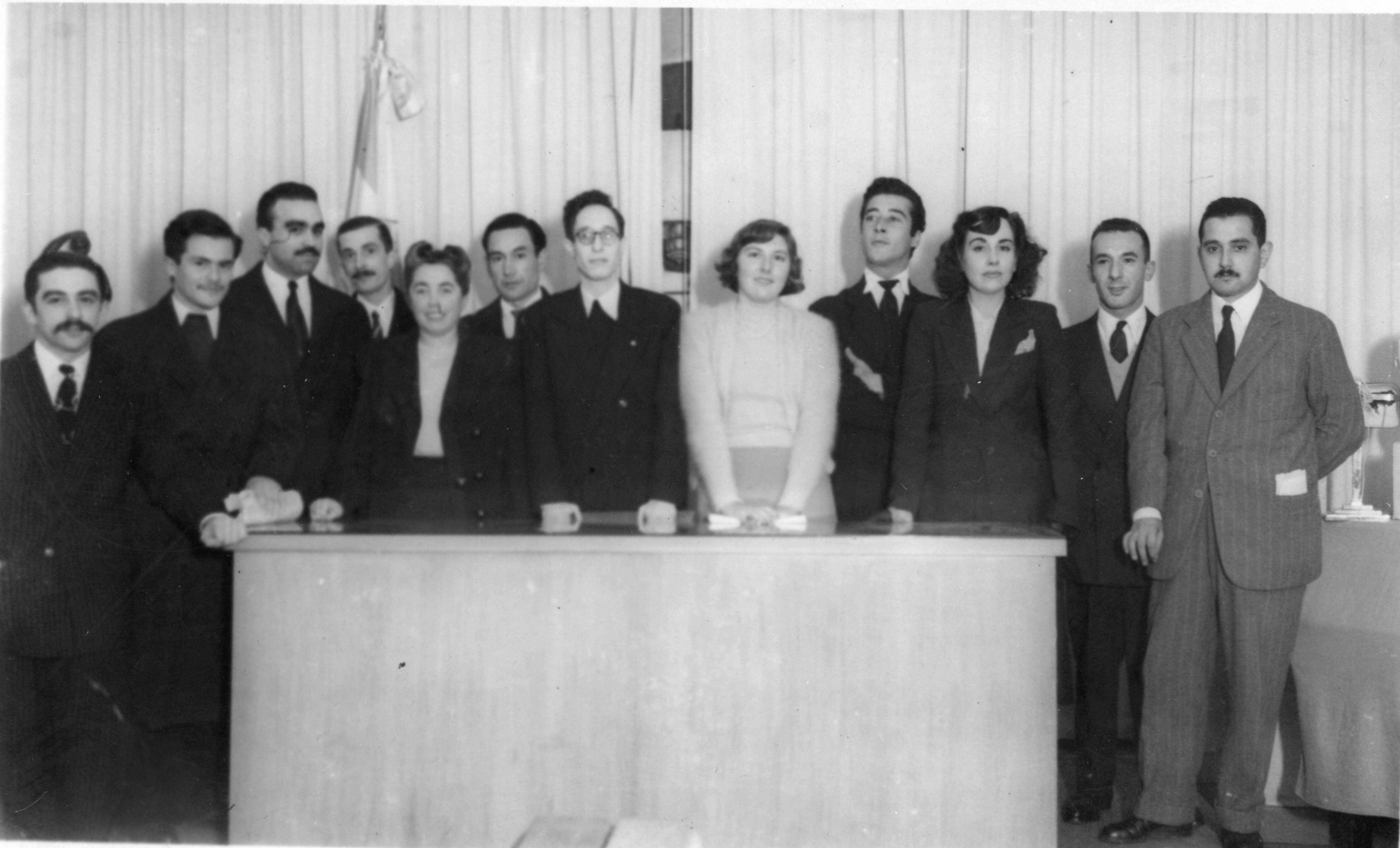
Aurora Venturini (troisième de la droite) aux côtés d'autres auteurs des éditions del Bosque (1950).

Aurora Venturini est l’auteur de plus d’une trentaine d’ouvrages, incluant des romans et des essais critiques, consacrés notamment à des poètes français. Sa prose se signale par la singularité de son style, empreint à la fois de candeur et d’humour noir.
- Versos al recuerdo (1942)
- El anticuario (1948)
- Adiós desde la muerte (1948)
- El solitario (1951)
- Peregrino del aliento (1953)
- Lamentación mayor (1955)
- El ángel del espejo (1959)
- Laúd (1959)
- La trova (1962)
- Panorama de afuera con gorriones (1962)
- La pica de la Susona; leyenda andaluza (1963)
- François Villon, raíx de iracunida; vida y pasión del juglar de Francia (1963)
- Carta a Zoraida; relatos para las tías viejas (1964)
- Pogrom del cabecita negra (1969)
- Jovita la osa (1974)
- La Plata mon amour (1974)
- Antologia personal, 1940-1976 (1981)
- Zingarella (1988)
- Las Marías de Los Toldos (1991)
- Nosotros, los Caserta (1992)
- Estos locos bajitos por los senderos de su educación (1994)
- Poesía gauchipolítica federal (1994)
- Hadas, brujas y señoritas (1997)
- 45 poemas paleoperonistas (1997)
- Evita, mester de amor (1997), en collaboration avec Fermín Chávez
- Me moriré en París, con aguacero (1998)
- Lieder (1999)
- Alma y Sebastián (2001)
- Venid amada alma (2001)
- Racconto (2004)
- John W. Cooke (2005)
- Bruna Maura-Maura Bruna (2006)
- Las primas (2008)